# Erich Reischke

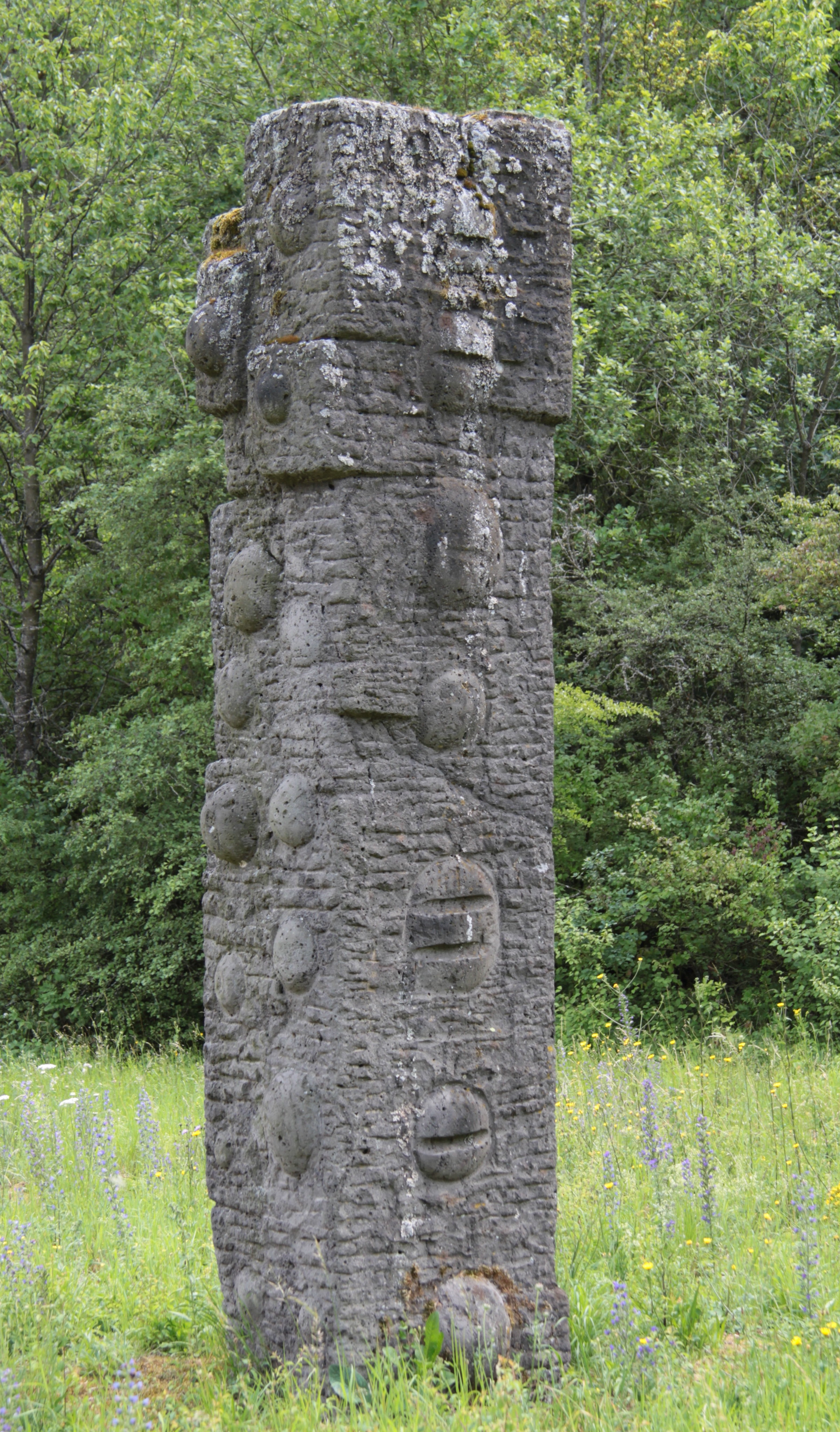
Steinskulptur (1961) aus Kirchheimer Muschelkalk in Gaubüttelbrunn von Erich Reischke anlässlich des Bildhauersymposion Kaisersteinbruch

Steinskulptur (1959) von Erich Reischke (?) im Stadtpark von Eindhoven

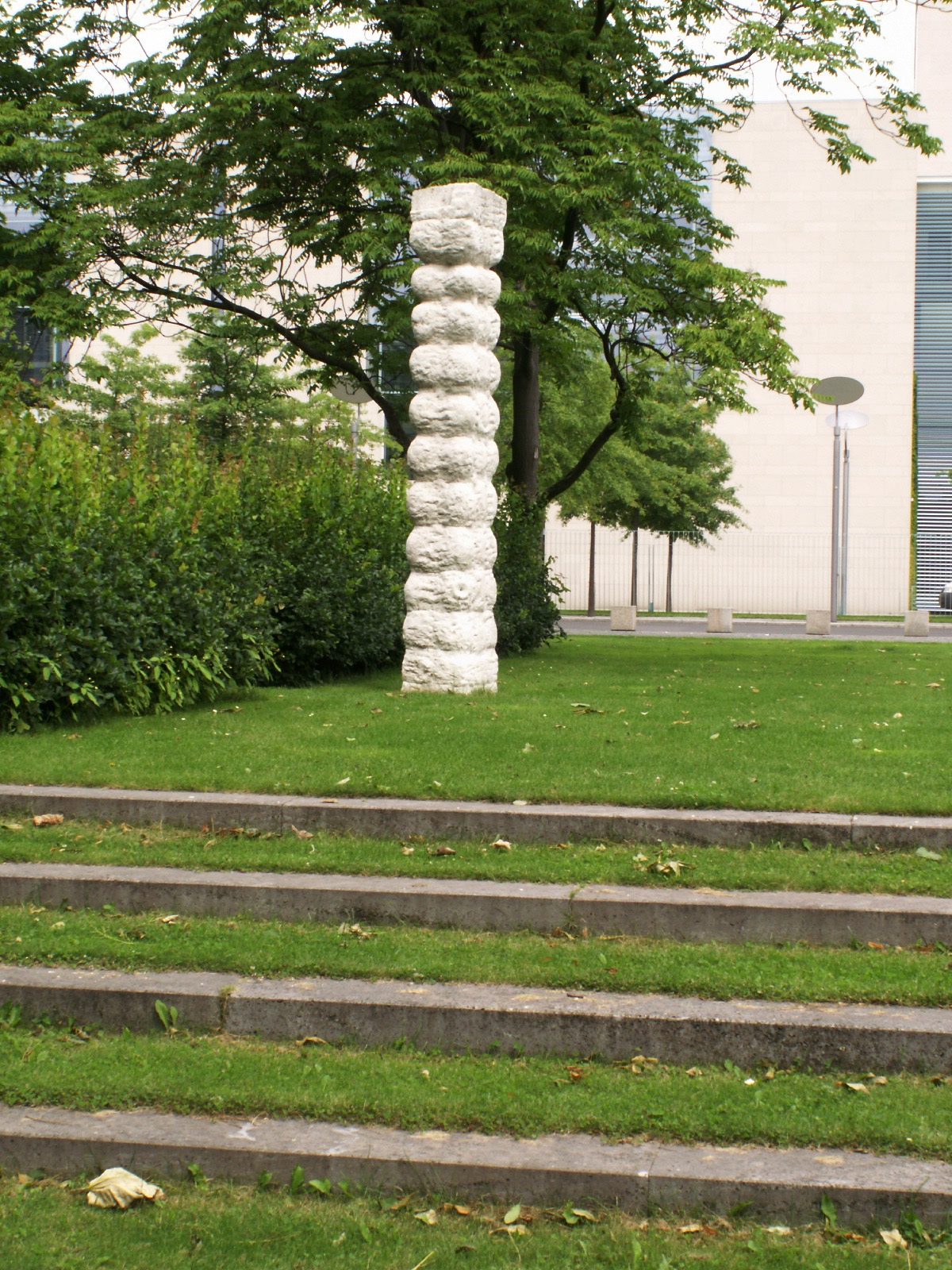
Ohne Titel Bildhauersymposion Berlin 1961/1962 von Erich Reischke

Erich Reischke (* 14. Oktober 1927 in Pommern; † 20. Mai 2015 in Güstritz) war ein deutscher Bildhauer und Graphiker.

## Leben und Werk
Reischke wuchs in Hinterpommern auf und wurde zum Steinmetzen ausgebildet. Er studierte ab 1953 an der Kunstakademie Dresden. Nach einem Aufenthalt in Italien kehrte er 1954 nicht mehr in die DDR zurück und nahm ab 1955 ein Studium bei dem Bildhauer Alexander Gonda an der Hochschule für Bildende Künste in Berlin im damaligen West-Berlin auf.
Im Jahre 1959 nahm er an dem Bildhauersymposion St. Margarethen in Sankt Margarethen im Burgenland in Österreich teil, wo er zum ersten Male einen großen Stein bearbeitete. Reischke gehörte damit zu den Steinbildhauern, die an dem ersten Bildhauersymposium teilnahmen, das von Karl Prantl als das erste Symposion Europäischer Bildhauer überhaupt organisiert wurde. Im Jahr 1961 nahm er am ersten bundesdeutschen internationalen Bildhauersymposion, dem Bildhauersymposion Kaisersteinbruch, in Gaubüttelbrunn in Unterfranken teil. Kurz darauf wurde er von einem Sponsor nach Eindhoven in den Niederlanden zu einem Symposion eingeladen. Er war auch Teilnehmer an dem ersten bundesdeutschen Bildhauersymposion in Gaubüttelbrunn im Jahre 1961. Im gleichen Jahr nahm er mit Herbert Baumann, Gerson Fehrenbach und Yasuo Mizui am Symposion europäischer Bildhauer 1961–1963 in Berlin teil, dem so genannten Mauer Symposion und an dem Symposion Steinskulptur von 1961 bis 1962. Während der 1960er Jahre erhielt er mehrere Aufträge für Steinskulpturen in Berlin und nahm an dem Bildhauersymposion des Kunstverein Springhornhof und an einem in den USA, am Vermont International Sculpture Symposium, teil. 
Reischke hatte zudem Kontakt zur linken Studentenbewegung in West-Berlin, u. a. zu Ulrich Schmücker.
Im Jahr 1973 brach er mit seinen bisherigen Vorstellungen und zog von Berlin nach Güstritz bei Wustrow im Landkreis Lüchow-Dannenberg, wo er sich fast autark mit Biolandbau selbst versorgte. Dort konzentrierte er sich auf kleinere Bildwerke sowie auf Stelenformen, bis er den Dodekaeder als neue Form für sich entdeckte.
Reischke nahm an dem Bildhauersymposion Hořice in Hořice in Tschechien im Jahre 1993 teil, wie auch am Granitsymposion in Milevsko 1994, in Jindřichův Hradec 1997 und in Argentinien 1997 sowie im Jahre 2002 in Berlin am Bildhauersymposion Steine ohne Grenzen.
Seine Werke stellen Arbeiten der Abstrakten Kunst dar.
Erich Reischke ist im Alter von 87 Jahren in Güstritz gestorben und in Satemin beerdigt. Sein Grab hat er für sich und seine einige Jahre zuvor verstorbene Frau selbst gestaltet.

## Werke (Auswahl)
- Steinskulptur (1959), Stadtpark in Eindhoven
- Steinskulptur (1962), Gaubüttelbrunn, 1. Internationales Bildhauersymposion der Bundesrepublik
- Steinskulptur (1962), Platz der Republik in Berlin-Tiergarten
- Sondertitel (1963), Sankt Margarethen im Burgenland
- Stele (1965), Prinzenstraße in Berlin-Kreuzberg
- Spielhaus (1966), im Berliner Märkischen Viertel
- Treppenbrüstung (1966), Vorarlberger Damm in Berlin-Schöneberg
- Säule (1968), Giesebrechtstraße in Berlin-Charlottenburg
- Stele (1970), Rosengarten Alt-Britz in Berlin-Britz
- Zwei Skulpturen (1970), Wilhelm-Gericke-Straße in Berlin-Charlottenburg
- Wir sind noch keine Menschen im humanistischen Sinne (vor 1986; unvollendet), Lannan-Skulpturen am Palm Beach State College[4]
- Stone Pit (1993), Bildhauersymposion Hořice
- Labrador (1994), Milevsko
- Wenn ein Stein ins Wasser fällt (2002), Steine ohne Grenzen in Berlin[5]
- Stele (2008), Wendland